# Alexis-François Girard
Pour les articles homonymes, voir François Girard et Girard.
Alexis-François Girard né le 8 décembre 1787 à Paris et mort le 17 janvier 1870 à Paris 5e, est un graveur français.
Il est le père de l'helléniste Jules Girard (1825-1902), membre de l'Institut.

## Biographie
D'après Henri Beraldi, François est le fils du graveur Romain Girard (1751-18..) lequel, entre autres, travailla sur une suite d'illustrations d'après Nicolas Lavreince pour une édition des Liaisons dangereuses (1785). Formé par son père, François grave à ses côtés, notamment pour une série de grandes têtes d'étude tirées des tableaux célèbres de son temps (les estampes sont signées « R. Girard et F. Girard » ou « Girard et Girard fils »). Les Girard habitent vers 1795-1800, au 29 « rue Barthélémy, à côté du Palais de Justice, au bout du Pont au Change ».
Il est admis aux Beaux-Arts de Paris dans la classe de Jean-Baptiste Regnault, mais délaisse la peinture.
Graveur d'interprétation, il commence sa carrière par des modèles de dessin au pointillé : son portrait grandeur nature de Louis XVIII exécuté en 1817 lui vaut une certaine reconnaissance du pouvoir. Dans la même technique, son Bellegarde d'après le tableau de François Gérard lui vaut une médaille au Salon de 1819 : par la suite, le peintre et le graveur, quasi homonymes, seront amis. Gérard fera de celui-ci l'interprète privilégié de ses tableaux. 
Vers 1830, il délaisse le burin pour s'adonner à un genre plus rapide : la manière noire. Le portrait en pied de Louis-Philippe 1er (1832) format in- folio, le Joseph Récamier d'après Jean-Baptiste Paulin Guérin ou Le Maure (1839) d'après un dessin de l'architecte anglais Christopher Wren, sont à ce titre particulièrement représentatifs de sa technique. Pour cela, il fait venir de Londres un outillage spécial, puisqu'à cette époque, ce sont les Anglais qui en ont la maîtrise. Devenu expert en la matière, il est choisi par le peintre Paul Delaroche pour interpréter ses tableaux.
Vers 1830, il forme à la manière noire Joseph Bouchardy mais les deux hommes ne s'entendent pas. Girard a également comme élèves Gustave Bertinot, Octave Tassaert et Jules Gabriel Levasseur, lequel fit le portrait de son maître d'après un dessin de Delaroche. Il enseigne également le dessin et la gravure à Élise Prétot (1831-1899) médaillée plusieurs fois aux salons entre 1864 et 1870. 
Girard se marie à Paris le 11 juillet 1820 avec Louise Marthelot (1784-1861) qu'il forme également à la gravure. Louise Girard peint des miniatures et grave au pointillé qu'elle signe « L. Girard » à l'adresse du 5 rue Mignon et expose au Salon de 1837 et de 1848.
Le couple Girard est très lié aux frères peintres Ary et Henry Scheffer dont ils deviennent également les interprètes.
Les estampes de la période 1835-1865 sont tirées par la prestigieuse maison Goupil.
Alexis-François Girard repose au cimetière du Montparnasse (1re division) avec son épouse, sa belle-fille Laure Girard née Guigniaut (1833-1883), et le peintre paysagiste Adolphe Viollet-le-Duc (1817-1878), frère de l'architecte Eugène Viollet-le-Duc.

## Œuvre
Outre des reproductions de tableaux de maîtres (paysages, histoire), Girard est un portraitiste. Ses travaux sont exposés au Salon de 1819 à 1866. Il signe « F. Girard » ou « A. F. Girard ». De son vivant, un album est paru regroupant une dizaine de ses planches, chez Vignères et Rapilly. Achetées par l'État, une vingtaine de ses gravures sont conservées à la Chalcographie du Louvre.

### Conservation
- Le Jeune Tobie et Sainte Femme (1818), lithographies de Bonnemaison, d'après Bralle (dessin) et Raphaël, Montauban, musée Ingres[12].
- Bellegarde (1819), burin d'après Louis-Édouard Rioult (dessin) et Gérard, Pau, musée national du château de Pau[13].
- La Veuve du soldat (1824), lithographie de chez Chardon, d'après Ary Scheffer, Vendôme, musée de Vendôme[14].
- Henri IV [portrait] (1827), gravure au pointillé d'après Rioult (dessin) et Gérard, Pau, musée national du château de Pau[15].
- Étude de la tête de Cérès, d'après Prud'hon, gravure sur papier, 45 × 31 cm, Gray, musée Baron-Martin.

Choix de gravures d'Alexis François Girard
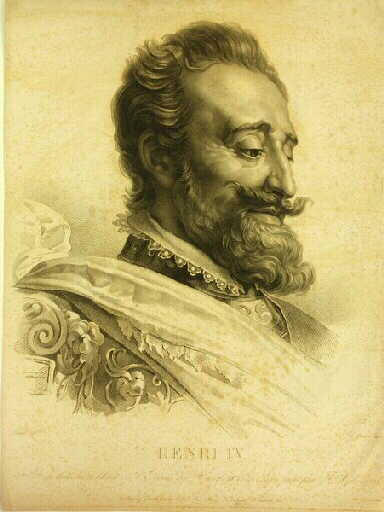
Portrait d'Henri IV (1827), taille douce d'après un dessin de Louis-Édouard Rioult et une toile de Gérard (musée national du château de Pau)
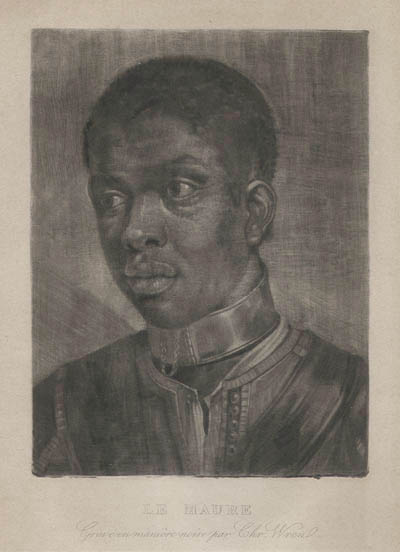
Le Maure (1839), manière noire d'après Wren
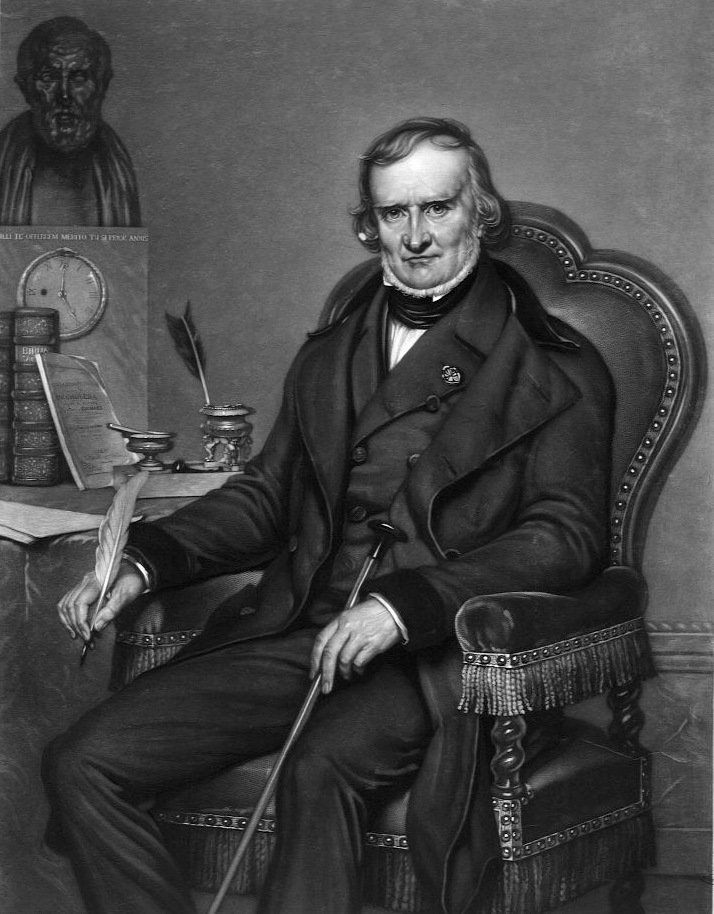
Joseph Récamier, manière noire d'après Paulin Guérin

## Distinctions
- Chevalier de la Légion d'honneur (décret du 14 août 1866)[16].